# جف کومبز
جف کومبز (انگلیسی: Geoff Coombes; ۲۳ آوریل ۱۹۱۹ – ۵ دسامبر ۲۰۰۲) بازیکن فوتبال اهل ایالات متحده آمریکا بود.